# Константиновка (Кармаскалинський район)
Константи́новка (рос. Константиновка, башк. Константиновка) — присілок у складі Кармаскалинського району Башкортостану, Росія. Адміністративний центр Ніколаєвської сільської ради.
Населення — 1691 особа (2010; 1767 в 2002).
Національний склад:
- росіяни — 59 %